# Harpagus bidentatus
Harpagus bidentatus là một loài chim trong họ Accipitridae.